# لانگفورد، استرالیای غربی
لانگفورد (به انگلیسی: Langford) یک منطقهٔ مسکونی در استرالیا است که در استرالیای غربی واقع شده‌است.